# Cephaloleia balyi
Cephaloleia balyi es un coleóptero de la familia Chrysomelidae.
Fue descrita científicamente en 1890 por Duvivier.